# 廣尾郡
廣尾郡（日语：／ Hiroo gun */?）為日本北海道十勝綜合振興局的郡，位於十勝綜合振興局南部。
郡名來自阿伊努語的「pi-ruy-pet」（磨刀石的河流）、「pir-or」（背陰的地方）、「pi-or」（有石頭的地方）或「pira-or」（有懸崖的地方）。

## 轄區
轄區包含2町：
- 廣尾町
- 大樹町

## 沿革

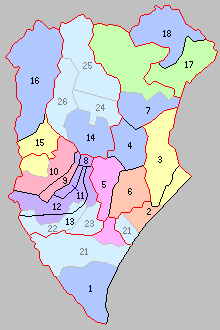
北海道一・二級町村制施行時广尾郡下辖町村（1.茂寄村 桃：中川郡幕别町 水色：分立現存町村 21. 大樹村）

- 1869年8月15日：北海道設置11國86郡，十勝國廣尾郡成立。
- 1897年11月：北海道實施支廳制，十勝國廣尾郡隸屬河西支廳之管轄，此時廣尾郡下轄茂寄村。[3]（1村）
- 1906年4月1日：茂寄村與當緣郡大樹村、歴舟村以及當緣村的部份區域合為茂寄村，並成為北海道二級村。
- 1926年6月1日：茂寄村改名為廣尾村。[4]
- 1928年10月1日：廣尾村轄區的舊大樹村、舊歴舟村以及舊當緣村區域分割另設置為大樹村。[5]（2村）
- 1943年6月1日：北海道二級町村制廢止。廣尾村、大樹村成為內務省指定村。
- 1946年9月30日：廣尾村改制為廣尾町。（1町1村）
- 1946年10月5日：指定町村制廢止。
- 1949年8月20日：忠類村從大樹村分割獨立設置。（1町2村）
- 1951年4月1日：大樹村改制為大樹町。（2町1村）
- 1955年4月1日：十勝郡大津村廢村，部份區域被併入大樹町。
- 2006年2月6日：忠類村被併入中川郡幕別町。（2町）